# Куртанидзе, Эльдар
Эльдар Куртанидзе (груз. ელდარ კურტანიძე; род. 16 апреля 1972, город Самтредиа — грузинский борец вольного стиля, двукратный бронзовый призёр летних Олимпийских игр (1996, 2000), двукратный чемпион мира, пятикратный чемпион Европы.

## Спортивная карьера

### Вольная борьба
Э. Куртанидзе участвовал на 3-х Олимпиадах, на 12 чемпионатах мира, на 2-х кубках мира, на 14 чемпионатах Европы.
После завершения карьеры спортсмена-борца активно участвовал в деятельности Национальной федерации борьбы Грузии, в декабре 2012 года был избран её президентом. 1 декабря 2014 года Президиум Федерации освободил его от занимаемой должности.
В 2015 году, работая в системе МВД Грузии вернулся в вольную борьбу, начав активно выступать в ветеранских турнирах. В 2017—2018 годах дважды стал чемпионом мира среди ветеранов.

### Бои без правил
Провёл один бой в смешанных единоборствах, проиграв японцу Кадзуюки Фудзите.

## Карьера политика
4 июня 2010 года вступил в партию Нино Бурджанадзе.
1 октября 2012 года в составе партии Грузинская мечта избран депутатом парламента Грузии. В 2015 году вновь был избран депутатом парламента
.